# 牛久保 (横浜市)
牛久保（うしくぼ）は、神奈川県横浜市都筑区の地名である。現行行政地名は牛久保一丁目から牛久保三丁目。住居表示実施済区域。

## 概要
横浜市都筑区の北部に位置し、三丁目の北端部は川崎市宮前区と接する。港北ニュータウンの第一地区として計画的に開発された新興住宅地であり、第一地区の北縁に位置する。
町内の大半は閑静な住宅街である。幹線道路である神奈川県道102号荏田綱島線（日吉元石川線）と中山北山田線（区役所通り）沿いには、多くのマンションや各種店舗、飲食店などが立ち並ぶ。
また、三丁目西部には、ボッシュとアイネスの大規模な研究拠点があるほか、2023年4月には学校法人ミスパリ学園が運営するビューティ&ウェルネス専門職大学が開校した。

## 地理
西で牛久保町に、南で牛久保西に、東で北山田に、北東ですみれが丘に、北で川崎市宮前区有馬に接する。

### 面積
面積は以下の通りである。
| 丁目         | 面積（km²） |
| ------------ | ----------- |
| 牛久保一丁目 | 0.180       |
| 牛久保二丁目 | 0.154       |
| 牛久保三丁目 | 0.186       |
| 計           | 0.748       |

### 地価
住宅地の地価は、2025年（令和7年）1月1日の公示地価によれば、牛久保1-18-4の地点で31万6000円/m²、牛久保2-6-29の地点で31万3000円/m²となっている。

## 歴史

### 沿革
- 1990年（平成2年）3月 - 港北ニュータウン第一地区の街びらきが行われる[10]。
- 1990年（平成2年）7月9日 - 住居表示の実施に伴い、牛久保町、すみれが丘の各一部から牛久保二丁目が設置される[11]。設置当初は横浜市港北区の一部だった。
- 1991年（平成3年）11月11日 - 住居表示の実施に伴い、牛久保三丁目が設置される[12]。
- 1992年（平成4年）10月19日 - 住居表示の実施に伴い、牛久保一丁目が設置される[12]。
- 1994年（平成6年）11月6日 - 行政区再編成に伴い都筑区が発足し、当地域は都筑区に編入される[13]。

### 町名の変遷
| 実施後       | 実施年月日                | 実施前（各町名ともその一部）                       |
| ------------ | ------------------------- | -------------------------------------------------- |
| 牛久保一丁目 | 1992年（平成4年）10月19日 | 牛久保町、北山田町、すみれが丘、南山田町（各一部） |
| 牛久保二丁目 | 1990年（平成2年）7月9日   | 牛久保町、すみれが丘（各一部）                     |
| 牛久保三丁目 | 1991年（平成3年）11月11日 | 牛久保町（一部）                                   |

## 世帯数と人口
2025年（令和7年）6月30日現在（横浜市発表）の世帯数と人口は以下の通りである。
| 丁目         | 世帯数    | 人口    |
| ------------ | --------- | ------- |
| 牛久保一丁目 | 613世帯   | 1,660人 |
| 牛久保二丁目 | 739世帯   | 1,802人 |
| 牛久保三丁目 | 606世帯   | 1,554人 |
| 計           | 1,958世帯 | 5,016人 |

### 人口の変遷
国勢調査による人口の推移。
| 年                 | 人口  |
| ------------------ | ----- |
| 1995年（平成7年）  | 2,083 |
| 2000年（平成12年） | 3,234 |
| 2005年（平成17年） | 3,874 |
| 2010年（平成22年） | 4,517 |
| 2015年（平成27年） | 4,826 |
| 2020年（令和2年）  | 4,976 |

### 世帯数の変遷
国勢調査による世帯数の推移。
| 年                 | 世帯数 |
| ------------------ | ------ |
| 1995年（平成7年）  | 707    |
| 2000年（平成12年） | 1,038  |
| 2005年（平成17年） | 1,325  |
| 2010年（平成22年） | 1,548  |
| 2015年（平成27年） | 1,730  |
| 2020年（令和2年）  | 1,840  |

## 学区
市立小・中学校に通う場合、学区は以下の通りとなる（2024年11月時点）。
| 丁目         | 番・番地等 | 小学校                   | 中学校               |
| ------------ | ---------- | ------------------------ | -------------------- |
| 牛久保一丁目 | 全域       | 横浜市立牛久保小学校     | 横浜市立中川中学校   |
| 牛久保二丁目 | 全域       | 横浜市立牛久保小学校     | 横浜市立中川中学校   |
| 牛久保三丁目 | 全域       | 横浜市立すみれが丘小学校 | 横浜市立中川西中学校 |

## 事業所
2021年（令和3年）現在の経済センサス調査による事業所数と従業員数は以下の通りである。
| 丁目         | 事業所数 | 従業員数 |
| ------------ | -------- | -------- |
| 牛久保一丁目 | 36事業所 | 266人    |
| 牛久保二丁目 | 22事業所 | 245人    |
| 牛久保三丁目 | 34事業所 | 1,956人  |
| 計           | 92事業所 | 2,467人  |

### 事業者数の変遷
経済センサスによる事業所数の推移。
| 年                 | 事業者数 |
| ------------------ | -------- |
| 2016年（平成28年） | 81       |
| 2021年（令和3年）  | 92       |

### 従業員数の変遷
経済センサスによる従業員数の推移。
| 年                 | 従業員数 |
| ------------------ | -------- |
| 2016年（平成28年） | 2,061    |
| 2021年（令和3年）  | 2,467    |

## 交通

### 鉄道
町内を走る鉄道路線は存在しない。町内から徒歩でアクセス可能な駅は、中川駅（横浜市営地下鉄ブルーライン）・北山田駅（同グリーンライン)・センター北駅（同ブルーライン・グリーンライン）の3駅である（どの駅が最寄りかは、町内でも場所によって異なる）。

### 路線バス
東急バスが運行する以下の系統が、町内を走行する。（太字は町内に所在する停留所。そのほかの停留所は主要なもののみ記載。）
- た91・92系統[23]：たまプラーザ駅 - 研究所前 - すみれが丘南[24] - 北山田小学校入口[25] - 北山田駅 - サレジオ学院 - センター北駅 - センター南駅（た92系統のみ）
- た94系統[26][23]：たまプラーザ駅 - 研究所前 - すみれが丘南 - すみれが丘
- 鷺03・04系統[27]：鷺沼駅 - 中有馬 - すみれが丘 - 区役所通り入口 - 長徳寺前[28] - センター北駅 - センター南駅（鷺04系統のみ）

このほか、鷺01系統（鷺沼駅 - 東山田営業所）が、日吉元石川線の一部（牛久保一丁目と北山田五丁目の境界をなす）を走行する。

## 施設
- 横浜市立牛久保小学校
- つづき保育園
- 牛久保公園
- くさぶえのみち
- ボッシュ横浜事務所[29]
- アイネス総合研究所[30]
- ビューティ&ウェルネス専門職大学（2023年4月開学）[31]

## その他

### 日本郵便
- 郵便番号 : 224-0012[3]（集配局：都筑郵便局[32]）

### 警察
町内の警察の管轄区域は以下の通りである。
| 丁目         | 番・番地等 | 警察署     | 交番・駐在所 |
| ------------ | ---------- | ---------- | ------------ |
| 牛久保一丁目 | 全域       | 都筑警察署 | 中川駅前交番 |
| 牛久保二丁目 | 全域       | 都筑警察署 | 中川駅前交番 |
| 牛久保三丁目 | 全域       | 都筑警察署 | 中川駅前交番 |